# Thuso Phala
Thuso Phala (ur. 27 maja 1986 w Johannesburgu) – południowoafrykański piłkarz grający na pozycji pomocnika. Obecnie jest zawodnikiem klubu Platinum Stars, w którym rozpoczynał profesjonalną karierę i do którego powrócił latem 2010 roku. Wcześniej występował w innych południowoafrykańskich zespołach - Kaizer Chiefs i Mamelodi Sundowns. W reprezentacji RPA zadebiutował w 2012 roku, rozgrywając w niej dotychczas trzy spotkania (stan na 10 stycznia 2013).